# Аверса
Авѐрса (на италиански: Aversa) e град и община в Италия. Населението му е 52 794 жители (2017 г.), а площта 8,7 кв. км. Намира се на 39 m н.в. и в часова зона UTC+1. Пощенският му код е 81031, а телефонният – 081.

## Известни личности
Родени
- Доменико Чимароза (1749 – 1801), италиански композитор